# Aqueus (Homero)
Os Aqueus (em grego clássico: Ἀχαιοί, Akhaioí) constituem um dos nomes coletivos dos Gregos na Ilíada de Homero (usado 598 vezes) e na Odisseia. Outros nomes citados são dânaos (Δαναοί, danaoi, usado 138 vezes na Ilíada), argivos (Ἀργεῖοι, Argeioi usado 182 vezes na Ilíada) enquanto que helenos (Ἕλληνες, helenos) foi usado somente uma vez. No período histórico, os aqueus eram os habitantes da Acaia, uma região na parte centro-norte do Peloponeso. As cidades-estado dessa região mais tarde formaram a confederação conhecida como Liga Acaia, que foi influente durante os séculos III e II a.C.
Píndaro se refere aos dânaos como loiros. 

## Uso homérico e uso posterior
Os "aqueus homéricos de cabelo comprido" teriam feito parte da Civilização Micênica que dominou a Grécia por volta de 1600 a.C., com uma história de tribo que remonta a pré-história imigração helênica no final do terceiro milênio a.C..
Todavia, nos períodos arcaico e clássico, o termo 'Aqueus' se referia aos habitantes de uma região muito menor da Acaia. Heródoto identificou os aqueus do norte do Peloponeso como descendentes dos anteriores, aqueus homéricos. Segundo Pausânias, escritor do século II a.C., o termo 'Aqueu' era originalmente dado aos gregos da Argólida e da Lacônia. Porém, isto não é claramente o modo como Homero usa o termo.
Pausânias e Heródoto contam ambos a lenda segundo a qual os aqueus foram expulsos das suas terras pelos dóricos, durante a lendária invasão dórica do Peloponeso. Depois mudaram para a região que hoje tem o nome de Acaia.
Ainda não há consenso académico sobre a origem dos aqueus históricos em relação aos aqueus homéricos e ainda hoje é tópico de acesos debates. Uma sugestão sobre a sua suposta etnia, como exposto no artigo de John A. Scott sobre os cabelos louros dos aqueus comparados com os cabelos escuros do Posidão "mediterrânico", na base das sugestões de Homero, foi colocado de parte.
A posição contrastante sobre os "aqueus", tal como entendido por Homero, é "um nome sem uma pátria", um ethnos criado na tradição épica, hoje há quem tal suporte entre os que concluem que os "aqueus" foram redefinidos no século quinto como falantes contemporâneos do grego eólico.
Karl Beloch sugeriu que não houve invasão dórica, mas sim que os dóricos do Peloponeso eram os aqueus. Eduard Meyer, em desacordo com Beloch, avançou com a sugestão que os verdadeiros aqueus eram pré-dóricos gregos continentais. A sua conclusão é baseada na sua pesquisa de que a similaridade entre as línguas dos aqueus e dos arcadianos pré-históricos. William Prentice discorda de ambos, notando que provas arqueológicas sugerem que os aqueus migraram do "sul da Ásia Menor para a Grécia, provavelmente colonizando primeiro a Tessália" provavelmente antes de 2000 a.C.
Emil Forrer chegou a sugerir que existiu um "grande império" chamado Ahhijawa, em importância igual aos antigos estados a oriente. Porém, as suas conclusões foram recusadas por investigadores posteriores, especialmente por Ferdinand Sommer.